# Don Coles
Don Coles (ur. 12 kwietnia 1927 w Woodstock w prowincji Ontario, zm. 29 listopada 2017) – kanadyjski pisarz.
Ukończył studia licencjackie na University of Toronto i magisterskie na Cambridge University. Przez dziesięć lat mieszkał w różnych krajach Europy. Wykładał nauki humanistyczne i kreatywne pisanie na York University.
W 1993 otrzymał nagrodę Governor General's Award (za tomik poezji Forests of the Medieval World), a w 2000 Trillium Book Award (za Kurgan). W 2004 wydał swoją pierwszą powieść Doctor Bloom's Story.
Jego żoną była Niemka Heidi Goelnitz. Para miała dwoje dzieci: córkę Sarah i syna Luke'a.

## Dzieła

### Tomiki poezji
- Sometimes All Over (1975)
- Anniversaries (1979)
- The Prinzhorn Collection (1982)
- Landslides: selected poems, 1975-1985 (1986)
- K. in Love (1987)
- Little Bird (1991)
- Forests of the Medieval World (1993)
- Someone Has Stayed in Stockholm (1994)
- For the Living and the Dead (1996)
- Kurgan (2000)

### Powieść
- Doctor Bloom's Story (2004)